# Myrmecaelurus segonzaci
Myrmecaelurus segonzaci is een insect uit de familie van de mierenleeuwen (Myrmeleontidae), die tot de orde netvleugeligen (Neuroptera) behoort. 
Myrmecaelurus segonzaci is voor het eerst wetenschappelijk beschreven door Navás in 1912.